# Open Geospatial Consortium
Open Geospatial Consortium (Consórcio Geoespacial Aberto) é uma organização voluntária internacional de padrões de consenso. No OGC, mais de 280 organizações comerciais, governamentais, não-lucrativas e instituições de pesquisa do mundo todo, colaboram num processo de consenso aberto encorajando o desenvolvimento e a implementação de padrões para conteúdo e serviços geomáticos, SIG, processamento de dados e troca. Anteriormente era conhecido por Open GIS Consortium ou Consórcio OpenGIS.
Baseado na chamada especificação abstrata - descrevendo um modelo de dados básico para características (features) geográficas a serem representadas - um número crescente de especificações estão sendo desenvolvidas para servir às necessidades específicas para localização e tecnologia geomática interoperável, incluindo SIG/GIS, e tecnologia geomática, incluindo GIS.
As especificações mais importantes da OGC:
- WMS - Serviço de mapa pela Internet
- WFS - Serviços apresentado pela Internet
- WCS - Serviço de cobertura pela Internet
- CAT - Serviço de Catálago pela Internet
- SFS - destaques simples  ("SQL")
- GML - linguagem de marcação de Geografia

Estes são especialmente feitos com o Paradigma REST para interações baseadas em mensagens em sistemas baseados em Internet.
OGC tem uma relação próxima com o ISO/TC 211 (Informação Geográfica/Geomática). A especificação abstrada da OGC vem sido progresivamente substituida pela série ISO 19100, em desenvolvimento por este comitê.